# 許國佐
許國佐（1604年—1646年），字欽翼，號班王、舊庵、拙庵。自署百洲堂主人。廣東揭陽縣榕城（今榕城區）人。明末官員。

## 生平
天启七年（1627年）丁卯科舉人，崇禎四年（1631年）成辛未科進士，授四川富順縣知縣。在官有惠政，因與豪霸惡紳對抗，解京下部獄。當時陳子壯亦獲罪獄中，二人一見如故，子壯有《蜀國弦》詩一首贈之。兩年後冤情澄清出獄，六年（1633年）調貴州遵義縣知縣，再擢兵部職方司主事，不久轉員外郎，升郎中，兼督九江餉務。明亡後不仕。
順治二年（1645年）揭陽武生劉公顯因非禮南澳守將城隍廟進香女眷，喪失前程，率九軍抗擊清廷，陷揭陽城，許國佐之母被捕。國佐親往劉公顯大營，願代母死。劉公顯勸其起義，國佐不願合作。被殺。著有《蜀弦集》和《百洲堂集》等。

## 家庭
子許茂茪，字爾揚。揭陽邑變後歸里，殺劉公顯之子報父仇，亡命十年，再歸，灌園終。